# Mycobiote
Ne doit pas être confondu avec microbiote ou mycobionte.
Le mycobiote est l'ensemble des champignons présents dans une région géographique particulière ou dans un type d'habitat donné.

## Mycobiote humain
Le mycobiote humain, composé de milliards de champignons microscopiques, est un écosystème complexe présent à la surface de la peau et, notamment, dans le système gastro-intestinal. Les termes mycobiote et microbiote sont des paronymes, mais le mycobiote intestinal ne doit pas pour autant être confondu avec le microbiote, dont il est en fait un des composants avec le microbiote bactérien.
Chez les personnes en bonne santé, on trouve jusqu'à soixante-six genres et cent quatre-vingt-quatre espèces de champignons dans le tractus gastro-intestinal. La plupart de ces espèces appartiennent au genre Candida.

### Lien avec la santé humaine
L'équilibre du mycobiote humain joue un rôle crucial dans la santé globale de l'organisme. La relation entre le tractus gastro-intestinal et le mycobiote humain est complexe, les champignons jouant un rôle particulier dans les maladies gastro-intestinales inflammatoires. Un déséquilibre dans le mycobiote, également appelé dysbiose fongique, peut entraîner divers problèmes de santé. Les facteurs tels que les antibiotiques, les régimes riches en sucres et pauvres en fibres, ainsi que le stress excessif peuvent perturber cet équilibre délicat. La dysbiose fongique est associée à des symptômes tels que des infections fongiques récurrentes, des troubles digestifs, des allergies alimentaires et même des déséquilibres hormonaux.

#### Maladie de Crohn
Il existe des liens entre la flore fongique intestinale et le développement de la maladie de Crohn, une maladie inflammatoire chronique intestinale. Des études ont montré une augmentation de Candida albicans chez les patients atteints de la maladie. Des preuves cliniques indiquent une prévalence élevée d'anticorps dirigés contre des fragments de paroi fongique chez les patients. Des recherches expérimentales ont révélé que C. albicans peut induire une réponse inflammatoire excessive, impliquant notamment la voie Th17.

#### Covid long
Des problèmes en lien avec le mycobiote expliqueraient le Covid long. Une étude publiée dans Nature Immunology a révélé que des patients atteints de formes sévères de Covid long développent des infections fongiques dans les poumons, montrant un lien direct avec les champignons intestinaux. Les chercheurs ont réussi à recréer ces conditions chez des souris, suggérant que le déséquilibre du mycobiote pourrait contribuer à l'inflammation associée au Covid long, ouvrant ainsi la voie à de nouvelles pistes de traitement.